# Мецопијано II (Пиза)
Мецопијано II је насеље у Италији у округу Пиза, региону Тоскана.
Према процени из 2011. у насељу је живело 30 становника. Насеље се налази на надморској висини од 28 м.